# Virginia Slims of New Orleans 1986
Virginia Slims of New Orleans 1986 — жіночий тенісний турнір, що проходив на закритих кортах з килимовим покриттям у Новому Орлеані (США). Належав до Світової чемпіонської серії Вірджинії Слімс 1986. Відбувсь утретє і тривав з 29 вересня до 5 жовтня 1986 року. Перша сіяна Мартіна Навратілова здобула титул в одиночному розряді, свій другий на цих змаганнях після 1984 року, й отримала 30 тис. доларів США.

## Фінальна частина

### Одиночний розряд
Мартіна Навратілова —  Пем Шрайвер 6–1, 4–6, 6–2
- Для Навратілової це був 10-й титул в одиночному розряді за сезон і 121-й — за кар'єру.

### Парний розряд
Кенді Рейнолдс /  Енн Сміт —  Пархоменко Світлана Германівна /  Лариса Савченко 6–3, 3–6, 6–3